# 弦楽五重奏曲第5番 (モーツァルト)
弦楽五重奏曲第5番ニ長調K.593は、ヴォルフガング・アマデウス・モーツァルトが、1791年12月に35歳で世を去る前年、1790年12月に作曲した弦楽五重奏曲。演奏時間は約25分。
翌年1791年に作曲された第6番変ホ長調K.614と共に、モーツァルト晩年の弦楽五重奏曲として知られる。

## 作曲の経緯
当時人気が落ちて仕事が無く、生活に困窮していたモーツァルトは、第4番ト短調K.516以来、弦楽五重奏曲としては3年ぶりにこの第5番K.593を作曲した。この曲はモーツァルトが世を去った2年後の1792年にウィーンのアルタリア社から出版された際、楽譜に「ハンガリーの音楽愛好家のために」と記されていたため、ハンガリー人の裕福なヴァイオリン奏者ヨハン・トストに依頼されて作曲したものと考えられている。
ヨハン・トストは、ハイドンの楽団でヴァイオリン奏者を務めたのち商人になった人物で、1788年と1790年にハイドンに計12曲の「トスト四重奏曲」（op.54：3曲、op.55：3曲、op64：6曲）を贈られていることで知られる。
この曲を書いた1790年は、経済的に困窮していたばかりか、健康的にも状況が悪く、演奏会も開けなかったため生涯の中で特に作品の少ない年になってしまった。モーツァルトはこのころあれこれと仕事を探していたためか、あるいは作曲に苦労したせいか、19小節のニ長調の断片（K.追加83）、71小節の変ホ長調の断片（K.追加81）、19小節の変ホ長調の断片（K.追加82）を途中まで書いては放棄している。

## 編成
第1ヴァイオリン、第2ヴァイオリン、第1ヴィオラ、第2ヴィオラ、チェロ

## 曲の構成
厳しい状況の中で作曲されたこの第5番は、第3番や第4番のような明快さはないが、明るい華麗さと力強さを持ち合わせており、また晩年特有の透明さも魅力的である。
また技術的には対位法的書法の駆使など、晩年の精緻で円熟した作曲技法がみられ、それによる深い陰影の効果が美しい作品である。
第1楽章 Larghetto; Allegro
チェロによる分散和音のモティーフが印象的な楽章である。楽章の最後には冒頭の序奏が突然再開して終わる。
第2楽章 Adagio
モーツァルト晩年の透明感がある楽章。第2主題ではチェロと第1ヴァイオリンの対話が印象的である。
第3楽章 MenuettoAllegretto
第4楽章 Allegro
多彩な色彩とスピーディな運動感が魅力的な明るい楽章である。作曲の技法はフーガ的な書法などずいぶん高度なものが施されている。なお冒頭の第1主題の最初の7音は、自筆稿では下降半音階（A ↘ D）だったが、第三者の手によって「AG♯AF♯GEF♯」のように変更されていて、旧来の譜面ではそのようになっていたが、新モーツァルト全集ではオリジナルの通りに改められている。